# Palazzo Martinengo da Barco
Palazzo Martinengo da Barco è un edificio storico di Brescia, situato in piazza Moretto. Dal 2018, dopo anni di inattività, è ritornato ad essere sede della pinacoteca Tosio Martinengo.

## Storia
Il palazzo venne acquistato intorno al 1660 da un ramo della famiglia Martinengo, nobile casata originaria di Bergamo  da secoli trasferitasi a Brescia, e più precisamente dai Martinengo da Barco, e venne ristrutturato dal conte Francesco Leopardo II Martinengo pochi anni dopo.
Nel 1884, l'ultimo rappresentante della famiglia Martinengo, Leopardo, lascia in eredità il palazzo al comune di Brescia, insieme alla sua raccolta di quadri e altri oggetti d'arte.
Il comune decise successivamente di spostare l'antica collezione d'arte contenuta nel palazzo Tosio all'interno di Palazzo Martinengo da Barco per sopperire alle dimensioni ristrette di palazzo Tosio, a favore di più ampi spazi.
Nel 1908 venne così inaugurata la pinacoteca Tosio Martinengo in onore dei due palazzi bresciani che hanno contribuito alla sua realizzazione.

## Descrizione
La facciata principale, posta sull'ala ovest dell'edificio che si affaccia sulla piazza, è un rifacimento di fine Ottocento fatto in occasione dell'abbattimento, da parte del comune, di alcune case per la realizzazione dell'attuale piazza. Il portale principale invece è ancora il cinquecentesco originale, come il cortiletto interno, la loggia (oggi a campate murate) ed il colonnato.
Nel lato meridionale, quello che oggi si affaccia su sull'attuale via Martinengo da Barco, l'edificio si compone di corpi simmetrici, un tempo ad uso abitativo, collegati da un terzo corpo architettonico con inserito l'altro portale d'ingresso.